# Flore caressée par Zéphyr
Flore caressée par Zéphyr est un tableau du peintre François Gérard. Il fait partie des collections du Musée de Grenoble.

## Description de l'œuvre
Flore caressée par Zéphyr est une huile sur toile. Elle mesure 105 × 169 cm hors cadre. La toile représente une jeune femme, que le spectateur identifie grâce au titre. Cette dernière est nue et semble se tenir sur un globe terrestre. Tout autour d'elle tourne une brume légère qui représente Zéphyr, son amant. De leurs caresses se créent une infinité de fleurs, qui se répandent sur le globe.La jeune femme croise les bras sur sa poitrine et conserve les yeux fermés. Centrée sur elle-même, elle semble en pleine extase.

## Sources d'inspiration
Le tableau est d'inspiration mythologique. Le peintre fait en effet référence aux amours de Chloris et Zéphyr, racontés par Ovide dans les Fastes.